# Русская правда (альманах)
«Ру́сская пра́вда» — литературный альманах, вышедший в Киеве в 1860 году.

## История
Литературный альманах «Русская правда» вышел в Киеве в 1860 году. Альманах был выдержан в воинственном монархическом духе, выступал под лозунгом «православие, самодержавие и народность». «Русская правда» призывала правительство к решительной борьбе с демократией, выступала против свободы печати и гласного судопроизводства, требовала ограничения образования народа рамками церковно-славянской грамоты.
Кроме статей по современным вопросам, в сборнике были напечатаны неизданные рукописи «знаменитых людей» из архива Н. К. Мавроди и беллетристика.